# 賤出名將事件
賤出名將事件（：／ Cheonchul myeongjang bareon pamun）發生在2004年4月2日，是由於朝鲜民主主义人民共和国不滿大韩民国统一部官員發言而險些取消第9屆離散家屬會面活動的事件。

## 背景
朝鲜金刚山石岩上有之字。
2004年4月1日，朝鲜與南韓在朝鲜舉行為期三日的第9屆離散家屬會面活動。4月2日，南韓統一部的事務官在看到金剛山石岩上的諺文之後說道，還有出身貧賤的意思（所对应的韩文汉字包括、等）。此話引起朝鲜方面的不滿，後中斷了4月2日下午預定在三日浦舉行的離散家屬會面活動。

## 事件發展
南韓統一部長官丁世鉉緊急於4月3日舉行記者會，向朝鲜道歉。南韓並有正式道歉書，以會面團長禹鳳濟的名義傳給朝鲜。隨後離散家屬會面活動恢復進行。

## 外部連結
- 朝鮮日報相關報導 （页面存档备份，存于）
- KBS相關報導